# STS-92
STS-92 est la vingt-huitième mission de la navette spatiale Discovery et la cinquième mission vers la Station spatiale internationale (ISS).

## Équipage
- Brian Duffy (4), Commandant  États-Unis
- Pamela A. Melroy (1), Pilote  États-Unis
- Kōichi Wakata (2), Spécialiste de mission  Japon
- Leroy Chiao (3), Spécialiste de mission  États-Unis
- Peter J.K. Wisoff (4), Spécialiste de mission  États-Unis
- Michael López-Alegría (2), Spécialiste de mission  États-Unis
- William S. McArthur (3), Spécialiste de mission  États-Unis

Le chiffre entre parenthèses indique le nombre de vols spatiaux effectués par l'astronaute, STS-92 inclus.

## Paramètres de la mission
- Masse :
  - Navette au lancement : 115 127 kg
  - Navette à vide : 92 741 kg
  - Chargement : 9 513 kg
- Périgée : 386 km
- Apogée : 394 km
- Inclinaison : 51,6°
- Période : 92,3 min

### Amarrage à la station ISS
- Début : 13 octobre 2000, 17 h 45 min 10 s UTC
- Fin : 20 octobre 2000, 15 h 08 min 39 s UTC
- Temps d'amarrage : 6 jours, 21 heures, 23 minutes, 29 secondes

### Sorties dans l'espace
- Chiao et McArthur  - EVA 1
- Début de EVA 1 : 15 octobre 2000 - 14h27 UTC
- Fin de EVA 1 : 15 octobre 2000 - 20h55 UTC
- Durée : 6 heures, 28 minutes

- Lopez-Alegria et Wisoff  - EVA 2
- Début de EVA 2 : 16 octobre 2000 - 14h15 UTC
- Fin de EVA 2 : 16 octobre 2000 - 21h22 UTC
- Durée : 7 heures, 07 minutes

- Chiao et McArthur  - EVA 3
- Début de EVA 3 : 17 octobre 2000 - 14h30 UTC
- Fin de EVA 3 : 17 octobre 2000 - 21h18 UTC
- Durée : 6 heures, 48 minutes

- Lopez-Alegria et Wisoff  - EVA 4
- Début de EVA 4 : 18 octobre 2000 - 15h00 UTC
- Fin de EVA 4 : 18 octobre 2000 - 21h56 UTC
- Durée : 6 heures, 56 minutes

## Objectifs
Mission d'assemblage de Station Spatiale Internationale (poutre Z1 et sas de liaison).

## Déroulement
La mission a duré 12 jours. Durant celle-ci quatre sorties extravéhiculaires ont été accomplies. L'équipage installe la poutre Zenith Z1 (un élément de la future colonne vertébrale de la station) ainsi qu'un troisième module d'accouplement pressurisé destiné à être utilisé comme port d'amarrage pour les missions suivantes de la navette.